# Gázoros
Gázoros (Gazoros) är en ort i Grekland.   Den ligger i prefekturen Nomós Serrón och regionen Mellersta Makedonien, i den nordöstra delen av landet, 300 km norr om huvudstaden Aten. Gázoros ligger 112 meter över havet och antalet invånare är 1 315.
Terrängen runt Gázoros är kuperad åt nordost, men åt sydväst är den platt.Runt Gázoros är det ganska glesbefolkat, med 34 invånare per kvadratkilometer. Närmaste större samhälle är Néa Zíchni, 4,5 km öster om Gázoros. Trakten runt Gázoros består till största delen av jordbruksmark.